# Lithobius tibialis
Lithobius tibialis är en mångfotingart som beskrevs av Masatoshi Takakuwa 1941. Lithobius tibialis ingår i släktet Lithobius och familjen stenkrypare. Inga underarter finns listade i Catalogue of Life.